# تعهد (فیلم)
تعهد (انگلیسی: Commitment؛‏ کره‌ای: 동창생، به معنای فارغ‌التحصیل) یک فیلم درام اکشن محصول سال ۲۰۱۳ کره جنوبی با بازی تی.او.پی، هان یه ری، یون جه مون، جو سونگ ها و کیم یو جونگ است. این فیلم داستان پسر نوجوان یک مأمور سابق کره شمالی را روایت می‌کند که وظیفه دارد یک قاتل اهل کره شمالی را در کره جنوبی بکشد تا خواهر کوچکترش را نجات دهد.
این فیلم دربارهٔ کره‌ای‌های نسل سوم از زمان تقسیم کره و جنگ کره است، رویدادهای تاریخی که شخصیت‌های نوجوان مستقیماً آن‌ها را تجربه نکردند، اما با این وجود، زندگی و سرنوشت آنها را تغییر می‌دهند.